# Matthias William Baldwin

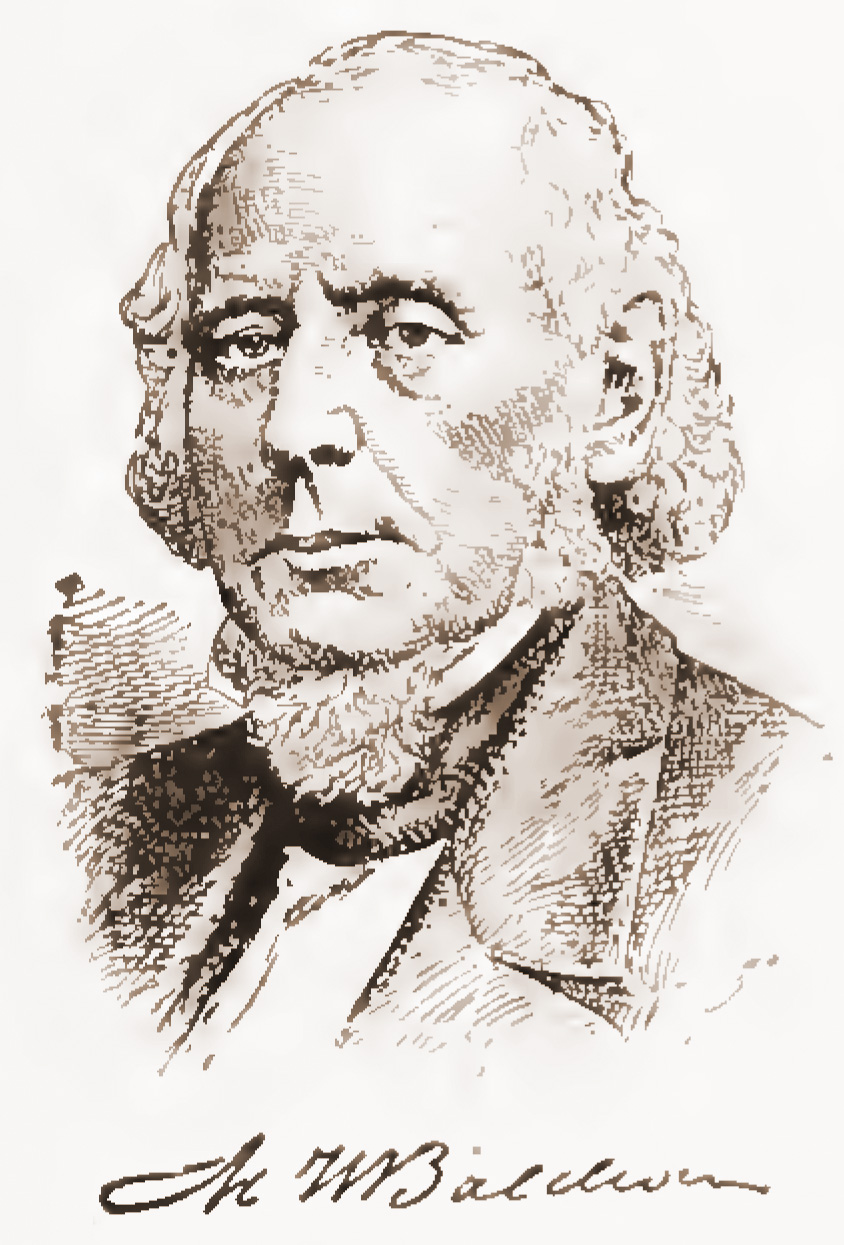
Matthias Baldwin (Illustration – 1899 veröffentlicht)

Matthias William Baldwin (* 10. Dezember 1795 in Elizabethtown, New Jersey, USA; † 7. September 1866 in Philadelphia, Pennsylvania, USA) war ein US-amerikanischer Industrieller.
Baldwin wurde als jüngstes von fünf Kindern eines Stellmachers in Elizabethtown, New Jersey geboren. Nach dem frühen Tod des Vaters erlernte er den Beruf des Gold- und Silberschmieds, den er ab 1819 ausübte. Bereits 1825 gab er seinen Beruf auf, um Teilhaber einer Firma für Gravur- und Buchbinder-Werkzeug zu werden, deren alleiniger Inhaber er 1827 wurde. Im gleichen Jahr heiratete er Sarah C. Baldwin, eine entfernte Cousine. 
1828 baute er eine Dampfmaschine. Am 25. April 1831 präsentierte Baldwins neu gegründete Firma Baldwin Locomotive Works in Philadelphia ein Eisenbahnmodell mit zwei Wagen, die jeweils vier Passagiere aufnehmen konnten. Dabei wurde die Lokomotive mit Kohle aus lokaler Förderung statt des üblichen Koks beheizt. Das weckte das Interesse der lokalen Eisenbahngesellschaft Philadelphia, Germantown, and Norristown Railroad, die auch bald die erste Lokomotive in Auftrag gab. So entstand 1832 die berühmte Dampflokomotive Old Ironsides, eine der ersten erfolgreichen US-amerikanischen Dampflokomotiven.
Die Baldwin Locomotive Works, die sich ab 1912 in Eddystone (Pennsylvania) befanden, wurden zuletzt der weltweit größte Dampflokomotiven-Produzent, der auch Maschinen nach Europa, Asien und Afrika lieferte.